# Бенджамин Констан (бронепалубен крайцер, 1892)
Бенджамин Констан (на португалски: Benjamin Constant) е бронепалубен крайцер на бразилските ВМС от края на 19 век.

## Конструкция и служба
Корабът е построен по бразилски проект във Франция. След влизането си в строй е класифициран като учебен кораб, но има солидно, за своята водоизместимост, въоръжение. В същото време ниската скорост и слабата защита намаляват бойната му значимост. Корабът е с ветрилно стъкмяване на барк и има три мачти. Първоначалното въоръжение на кораба са нескорострелни оръдия на Armstrong, които са заменени преди отплаването му от Тулон за Бразилия, докато се чака края на въстанието на флота. Защитата на кораба е бронирана палуба и броня по бойната рубка.